# Агашерська війна
Агашерська війна (також знана як Різдвяна війна) — прикордонний конфлікт між Малі та Буркіна-Фасо, що стався 1985 року.

## Передумови
Агашерська смуга розташована на північному сході Буркіна-Фасо та вважається багатою на природний газ і мінеральні ресурси. Тривалий час приналежність смуги оскаржувалась Малі. Наприкінці 1974 року між двома країнами відбулась серія збройних інцидентів на кордоні. Конфлікт було призупинено завдяки втручанню Організації африканської єдності.

## Ескалація конфлікту
1982 року в Буркіна-Фасо (до 1984 року — Верхня Вольта) прийшов до влади Томас Санкара, налаштований покласти край прикордонній суперечці. Відносини між двома країнами загострились. Наприкінці 1985 року уряд Буркіна-Фасо організував перепис населення, і переписчики помилково зайшли до таборів племені фульбе на території Малі. У відповідь на це Малі висловила протест і привела свої збройні сили у стан повної боєготовності. 25 грудня, в день католицького Різдва, малійська армія почала наступ в Агашерській смузі. Їй удалось вибити сили Буркіна-Фасо з кількох сіл. Дві спроби Лівії та Нігерії організувати припинення вогню провалились, проте 30 грудня бойові дії все ж завершились. Під час короткої війни загинуло за максимальними оцінками до 300 осіб.

## Підсумок
Питання приналежності Агашерської смуги було передано до Міжнародного суду ООН, який виніс свій вердикт у грудні 1986, розділивши спірну територію майже навпіл.